# Orgue de Santa Maria de Maó
L'orgue de Santa Maria de Maó és un orgue monumental situat al interior de l'Església catòlica de Santa Maria de Maó (Menorca), que va ser construït per l'orguener suís Johann Kyburz i va ser inaugurat l'any 1810.
La caixa és imponent, omple tot el fons de la nau a partir de la part superior de les capelles fins a la part més alta de la volta. Les escultures del rei David i els àngels músics que el decoren són obra de Miquel Comas, un mestre artesà local, fill del escultor mataroní Ferran Miquel Comas.

## Projecte de l'orgue

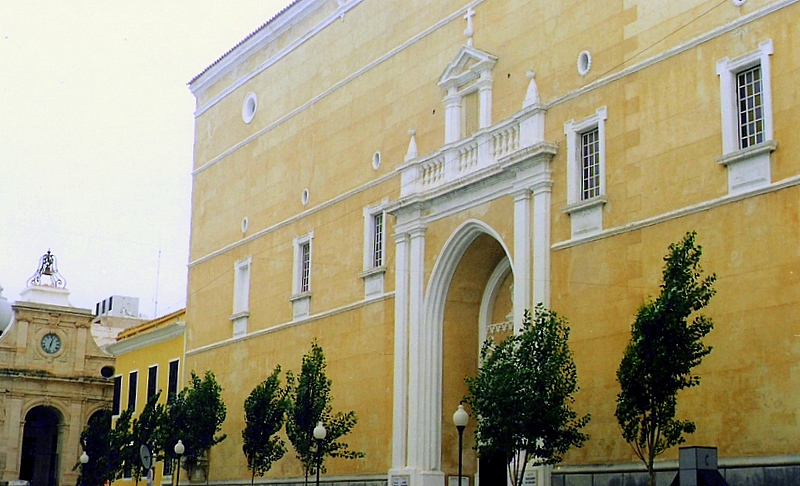
Església de Santa Maria (Maó)

El temple actual de Santa Maria, situat en la cèntrica plaça del Ajuntament de Maó, va ser construït en la segona meitat del segle xviii, durant la dominació britànica de l'illa. Abans, en el mateix lloc hi havia una església gòtica del segle xiv.
Un cop acabada la nova església, a principis del segle xix, es va instal·lar un orgue antic i mal conservat sobre una de les capelles laterals. El rector d'aquell moment, Gabriel Alenyà Estarellas, el qualificà “d'indigne” i va decidir substituir-lo, encarregant un instrument de nova construcció, més adequat a la magnificència i amplitud del temple.
Va tenir tractes amb l'orguener suís Scherrer, qui li va enviar una còpia dels plànols de l'orgue que estava construint per a l'Església de Santa Eulàlia de Palma, però l'orguener va morir sense acabar-lo i no van poder signar cap contracte.
Alenyà va assabentar-se, amb l'ajuda del professor austríac Carl Ernst Cook, que al any 1805, els orgueners suïssos de prestigi Johann Kyburz i Franz Otter, units en societat a Barcelona, entregaren dos orgues a Catalunya, un d'ells per a la basílica del Pi. Els dos estaven construïts amb les tècniques més novedoses que imperaven arreu d'Europa en aquella època, però conservaven les característiques pròpies de l'orgueneria ibèrica tradicional. Els cossos sonors, és a dir, l'orgue major, la cadireta i els ecos tenien el seu teclat propi, mentre que el pedaler quedava reduït a l'extensió tradicional d'una octava cromàtica.
El rector es va posar en contacte amb els orgueners i van presentar un projecte bastant complet. Es tractava d'un orgue que preveia perfeccionaments molt importants per a l'ús del instrument, els quals, per primera vegada, també tenien en compte la comoditat del organista.
El seu seient no aniria adossat del orgue positiu, sinó que seria mòbil. Aquesta disposició ha donat el nom de cadireta al cos del orgue, que, separat de la caixa del orgue principal, amaga la consola de teclats.
Els teclats, situats a una altura convenient, tampoc havien de quedar encletxats dins la caixa del orgue, si no que havien de sobresortir, de tal forma que l'organista podia sonar-lo com si fos un piano.
Finalment, el mecanisme calia que fos molt precís, a fi de que la resposta de les tecles fos ràpida i suau. La qualitat del so era un altre característica que els orgueners van aconseguir perfeccionar. En conseqüència, l'instrument va guanyar amb varietat tímbrica, solemnitat i autonomia. 
El contracte amb l'església de Maó es signà dia 2 de juny del 1806, amb un pressupost de 11.370 lliures catalanes.
Malauradament, quan l'obra estava bastant avançada, un dels socis, Franz Otter, va morir l'any 1807 i Kyburz va haver d'afrontar el projecte en solitari.
Gabriel Alenyà i Kyburz van estar contínuament en contacte per carta, per no perdre's cap detall del procés de construcció. Els dos van cumplir puntualment les condicions del contracte: l'orguener treballant segons les clàusules establertes i el rector pagant segons els terminis pactats.

## Transport de l'orgue cap a Menorca
Transportar l'orgue des dels obradors de Barcelona fins al port de Maó va provocar-los molta angoixa i els va suposar una aventura per la discrecció amb la que es va dur a terme.
A la Península Ibèrica, Ferran VII, fill del rei Carles IV, va conspirar contra el seu pare i li va arrabassar el tron, però va haver d'abdicar i fugir a Baiona perquè l'emperador Napoleó Bonaparte va imposar a com a rei d'Espanya al seu germà Josep.
El 2 de maig de 1808, es va produir un aixecament a Madrid en contra dels francesos que ocupaven la capital. Josep Bonaparte va ser violentament rebutjat i una guerra no declarada es va estendre pel territori nacional i la mar que l'envoltava. Els anglesos es van afegir al conflicte i van augmentar les dificultats de navegació per la Mediterrània.
El maig del 1808, amb l'obra bastant avançada, Kyburz informà a Alenyà que tenia previst acabar-la l'hivern del mateix any i que per Pasqua del pròxim ja estaria tot conclòs. 
Per culpa de la coincidència d'aquests fets històrics i els obstacles que hi havia a la mar, Kyburz va decidir que el més convenient era embarcar tots els materials junts.
A principis del 1809, Barcelona va caure en mans dels francesos i Menorca es pronuncià a favor del rei legítim, Ferran VII. L'illa ja feia 7 anys que havia deixat de ser de dominació anglesa per segona vegada en la seva història. En el Tractat d'Amiens l'any 1802 va ser cedida a Espanya, però l'esquadra anglesa del vicealmirall Collingwood tenia dret a accedir al port de Maó lliurement. Vigilava tots els moviments dels francesos des de les Illes Balears, que es trobaven molt desprotegides.
L'obtenció de llicències de garantia per poder embarcar l'orgue i perquè el propi orguener viatgés a Maó sense que els francesos enemics s'adonéssin, va ser el procés més costós d'aconseguir. Necessitaven l'autorització discreta per part del Governador al plan de Kyburz, el qual consistia en comptar amb la col·laboració de Jaume Masoni, un patró de Mataró. Ell disposava d'un vaixell amb la llicència per navegar quasi llesta i en el que hi cabien tots els materials.
El plan no va sortir endavant, però Alenyà, aprofitant l'estada de Collingwood al port de Maó, aconseguí un passi signat a bord de la nau almirall “Ville de París” el 24 de juny de 1809. Aquest passi estava destinat a tots els capitans i comandants dels vaixells de l'armada anglesa i també als corsaris. El rector de l'església de Santa Maria no estava conforme i s'adreçà suplicant al president de la Junta Superior de Mallorca, el comte d'Aiamans, que necessitaven obtenir una llicència de lliure circulació, perquè l'orgue pogués arribar a Maó.
El 5 de juliol de 1809, Alenyà va expressar escrivint a Aiamans la seva por que el transport l'orgue estava molt exposat als enemics i que ja feia tres anys que havien signat el contracte, pagat més de la meitat del import, l'obra ja estava acabada i que l'orguener els podia exigir satisfer tot l'import sencer. 
El comte va contestar aquella carta insistent i autoritzà a Kyburz a viatjar amb tot el material des de Barcelona cap a Maó, amb la condició de que no portés cap càrrega més. Kyburz va comptar amb el patró Antoni Gelabert, que, per fi, el dia 25 d'agost del 1809 va certificar que embarcava amb el seu vaixell “Virgen del Carmen” el següent material: nou caixes de canons d'estany i fusta, els portavents, manxes, peces del mecanisme de transmissió, vuit salmers, tres teclats, sis caixes amb eines, claus, fil de ferro, aiguacuit, pintures, forniments personals del orguener, quatre caixes més amb dos pianos enllestits i dos més sense acabar. Esteve Rotger, que també controlava el procés del transport, li va pagar 110 pesos de quatre pessetes cadascun i un 5% més perquè durant l'embarc es van mullar algunes peces.

## L'orgue a Maó
Johann Kyburz es va instal·lar definitivament a Maó, ja que a Menorca es podia sentir més segur una vegada acabat el conflicte amb els francesos. 
Es va procedir al muntatge del orgue. Originalment, comptava amb tres teclats de 51 notes i un pedaler de 12 notes. Per sort, va aconseguir ser preservat de la destrossa provocada durant la Guerra Civil, que es va iniciar al any 1936. Li fou fet un repàs d'urgència i l'any 1955, l'orguener Salvador Aragonès realitzà una ampliació del pedaler a 30 notes, amb teclons disposats en forma radial, substituint la transmissió mecànica del pedal per la pneumàtica. La reforma no fou gaire afortunada, i, per tant, l'any 1971 es va cridar al orguener català Gabriel Blancafort, qui va fer una restauració a fons. Després d'una neteja general, es procedí a retornar el pedaler a la transmissió mecànica, adaptant els salmers originals del pedaler antic a un nou pedaler de 30 notes, disposades en teclons paral·lels.
Blancafort també es va veure obligat a revisar la mecànica de la cadireta i els acoblaments a la consola dels teclats, augmentant el nombre de registres propis del pedal, de cinc a set. També es dotà de tubs propis la trompeta de batalla del orgue major i del contrafagot, que fins llavors, tenien la primera octava comuna amb la trompeta i el fagot del pedal. El nombre de tubs augmentà a 3210 i el cost de la reforma ascendí a 900.000 pessetes.
Aquest quadre representa tots els registres que disposa l'orgue, amb el seu nombre de peus, és a dir, la mida de cada tub.
És revisat periòdicament i sorprèn per la seva monumentalitat, perfecció tècnica i qualitat sonora, el qual el sitúa en la primera línea dels orgues històrics europeus. És considerat totalment apte per a interpretar música antiga, barroca i romàntica. 
Al 1993, existia la necessitat de mantenir i donar a conèixer l'instrument, no tan sols en l'organització de concerts, si no també, de reflexionar sobre qüestions referides al paper del cant i de la música en la vida pastoral i religiosa.
És el protagonista de nombrosos recitals i festivals: 
- Recitals diaris de dilluns a dissabte durant la temporada estival, de mitja hora de durada.
- Festivals de música d'Estiu. Són d'una qualitat remarcable i es poden dur a terme gràcies a la col·laboració de la Fundació programa, Joventuts Musicals de Maó i Amics de l'Òpera de Maó.
- Setmanes Internacionals d'orgue de les Illes Balears. A partir del 1994, els concertistes que actuaven a Mallorca, també venien a Menorca i a Eivissa. 

## Mestres de capella de l'Església de Santa Maria
Mateu Costabella (1744), Bartomeu Pomar (1768), Mateu Ferrer (1770), Jaume Deyà (1786), Pere Antoni Lluch Cardona (1794), Joan Bellot (1806), Miquel Alimundo Flaquer (1806), Jaume Alaquer i Reyes (1810), el qual va inaugurar l'orgue de Santa Maria, Rafel Pons Ximénez (1815), Joan Villalonga (1817), Francesc Orfila (1825), Joan Fuxà (1832), Benet Andreu (1840), Pere Hernández (1864), Joan Riudavets (1870), Damià Andreu (1876), Gabriel Salord (1935), Miquel Petrus (1935), Antoni Periano (1970).

## Organistes i compositors més destacats
- Benet Andreu (1803 - 1881). Va ser l'organista titular als 19 anys. És autor del “Canto llano simplificado”, “Método seguro para aprender bien la música y el canto, dedicado a la juventud”, “Lamentacions”, “Stabat Mater” i “Miserere a 4 veus i cor”, entre altres obres.
- Damià Andreu (1851 - 1935). Va ocupar la plaça d'organista de Santa Maria el 1976, durant cinquanta anys. Es va caracteritzar per ser un bon compositor i improvisador i les seves interpretacions van acréixer la fama de l'orgue. Fou escoltat per una llarga llista de visitants il·lustres, destacant la celebració del primer centenari al 1910.
- Gabriel Salord (Ciutadella, 1903 - 1968). La plaça vacant que deixà Damià Andreu fou guanyada per ell. Salord prengué possessió el febrer de 1935, però la Guerra Civil marcà la seva prometedora carrera. Un cop acabada la guerra, es va reintegrar. 